# Navlakha-Tempel

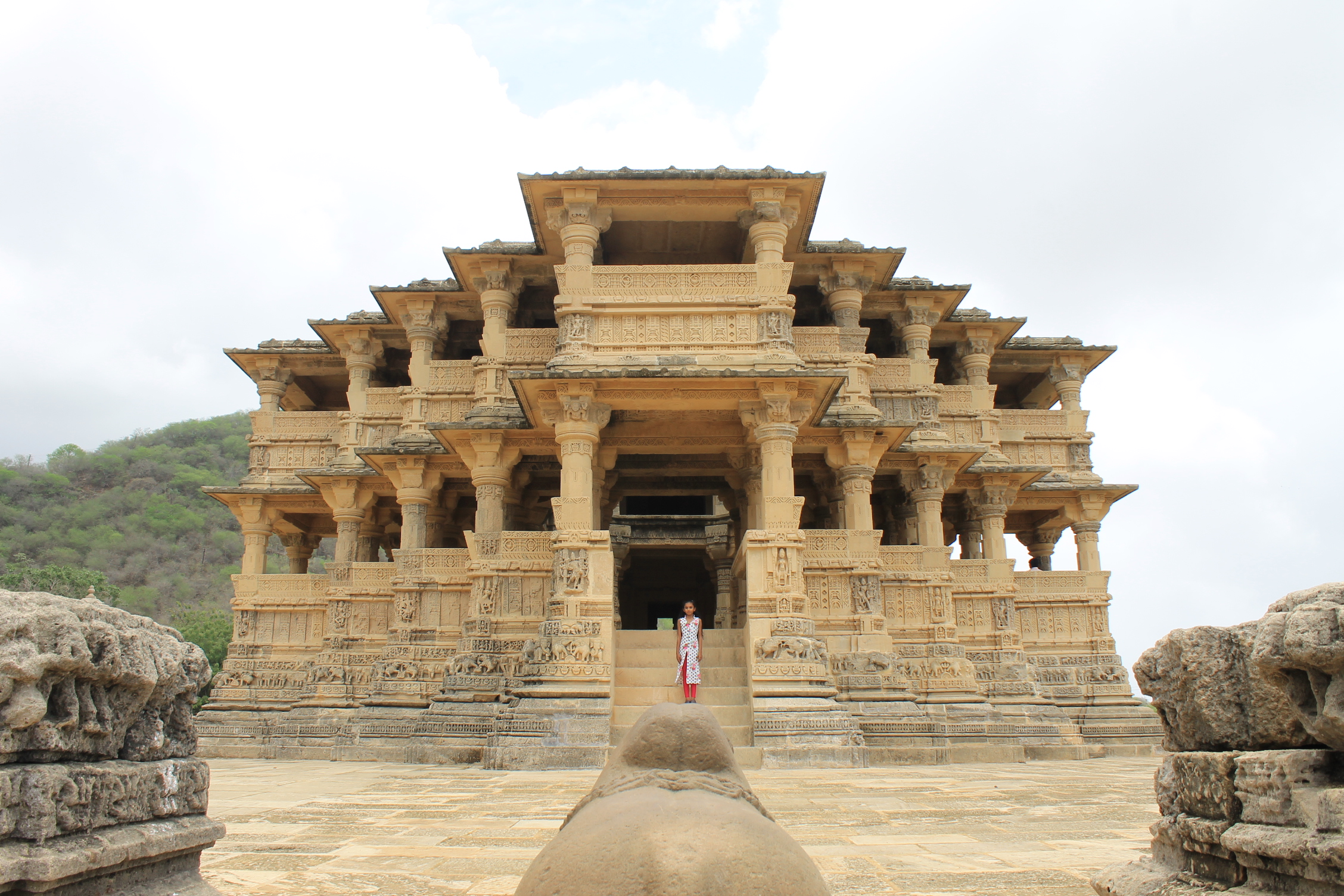
Navlakha-Tempel, Ghumli

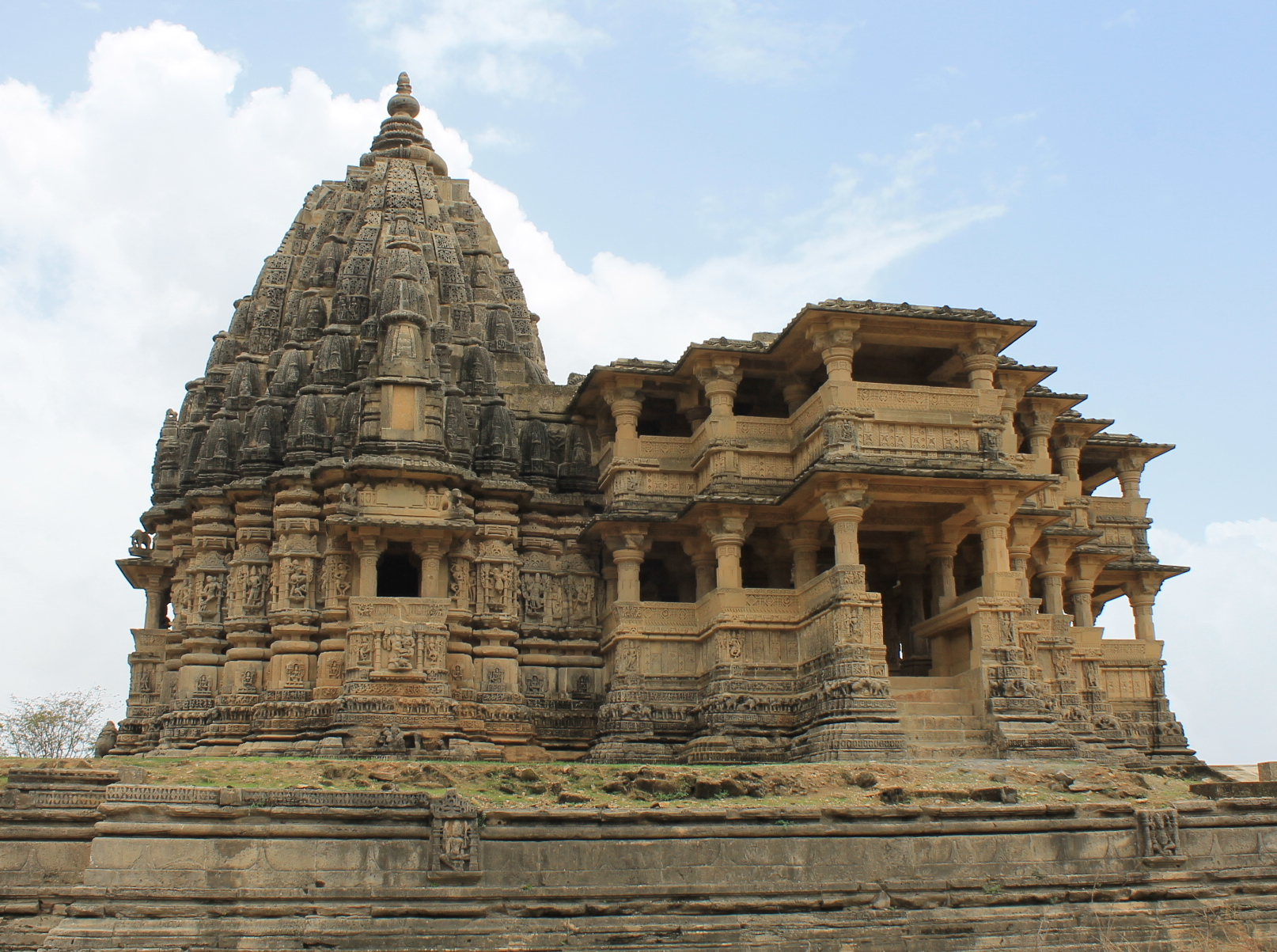
Navlakha-Tempel

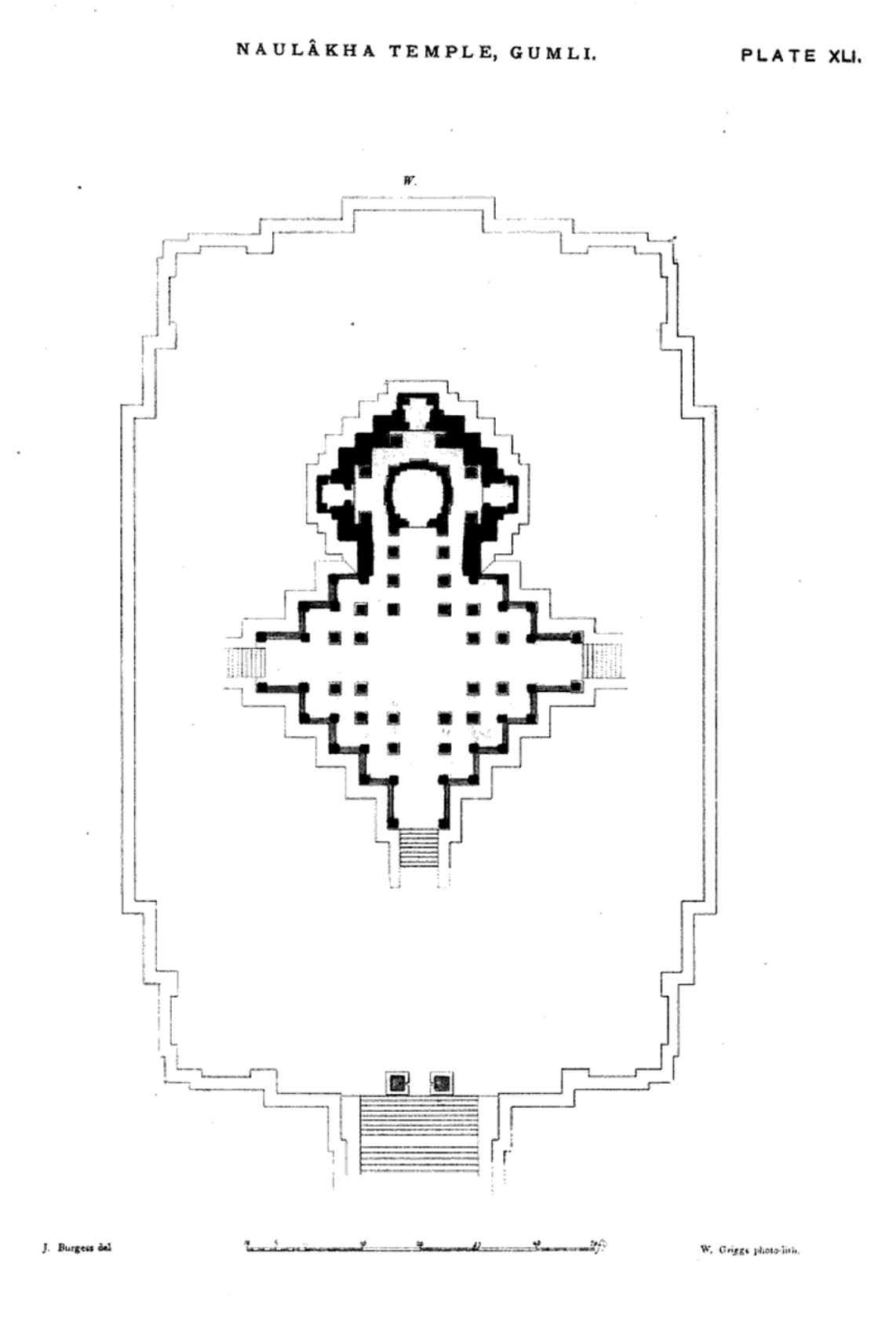
Grundriss des Navlakha-Tempels

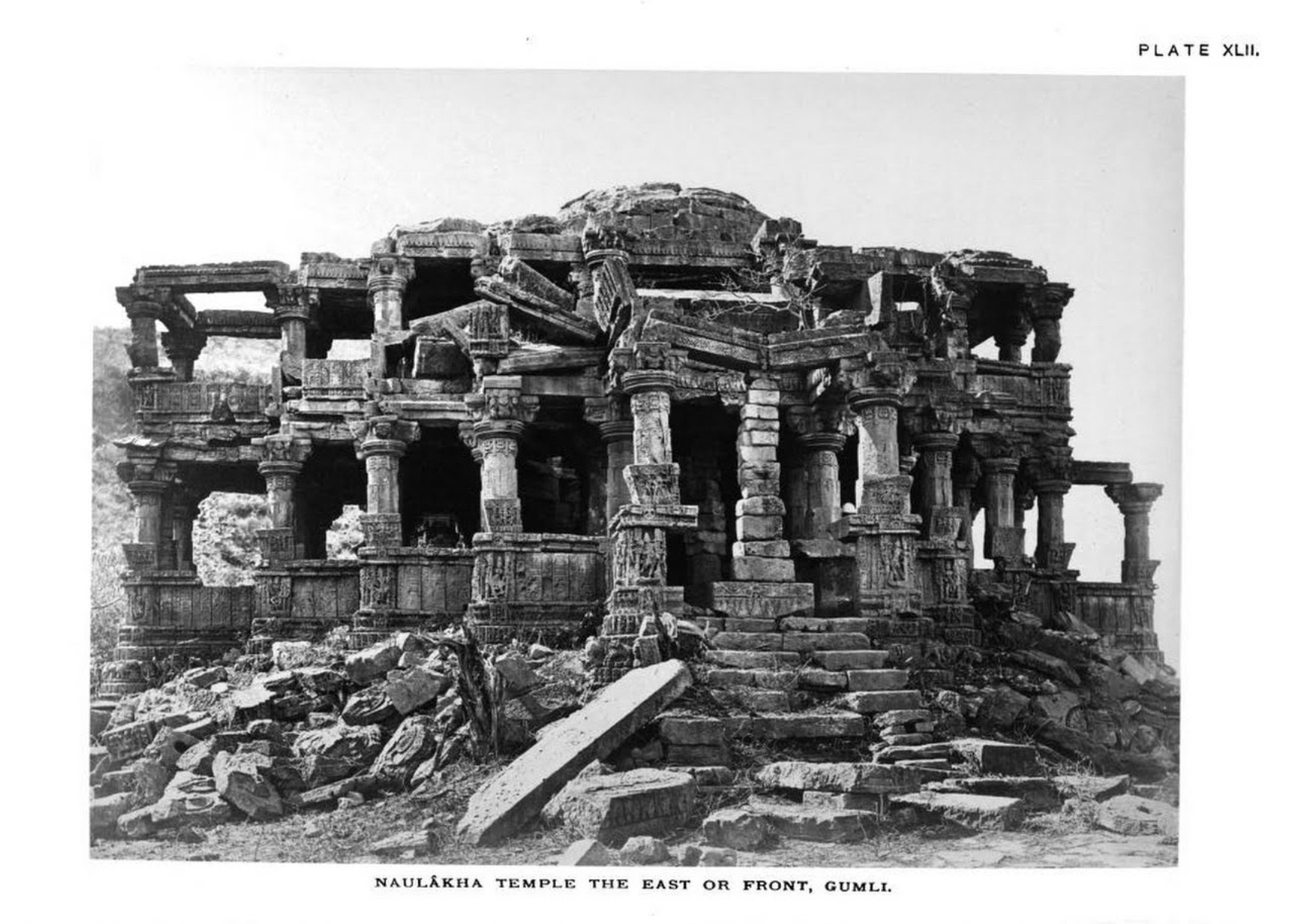
Navlakha-Tempel (1876)

Der dem Sonnengott Surya geweihte Navlakha-Tempel (Gujarati નવલખા મંદિર Navalakhā mandira) beim Dorf Ghumli auf der Halbinsel Kathiawar/Saurashtra im Bundesstaat Gujarat ist einer der bedeutendsten klassischen Hindutempel (mandir) im Nordwesten Indiens.

## Lage
Der Navlakha-Tempel liegt knapp 1 km südwestlich des ca. 80 m hoch am Fuße der Barda-Hills gelegenen Dorfes Ghumli im Bhanvad-Taluk des Distrikts Devbhumi Dwarka. Der Ort befindet sich ungefähr 42 km (Fahrtstrecke) nordöstlich der Küstenstadt Porbandar.

## Geschichte
Der Tempel wurde im 12. oder frühen 13. Jahrhundert von der damals regierenden hinduistischen Jethwa-Dynastie im Solanki-Stil erbaut, doch bereits zu Beginn des 14. Jahrhunderts vom rivalisierenden Jadeja-Clan zerstört. Erst im letzten Viertel des 20. Jahrhunderts wurde er unter der Leitung des Archaeological Survey of India umfassend restauriert.

## Architektur und Dekor
Der Tempel erhebt sich auf einer etwa 2 m hohen und maximal ca. 45,70 × 30,50 m messenden Umgangsplattform (jagati). Die erneut um knapp 2 m erhöhte, allseitig offene Vorhalle (mandapa) ist zweigeschossig und von drei Seiten aus über Treppen zugänglich; die vierte Seite wird von der durch einen Umgang (pradakshinapatha) ummantelten, lichtlosen Cella (garbhagriha) eingenommen, in welcher das Kultbild verehrt wird. Darüber erhebt ein reich gegliederter und insgesamt ca. 18 m hoher Shikhara-Turm mit Balkonerkern (jharokhas) im unteren Teil.
Die teilweise noch erhaltenen Steine der Sockelzone der Vorhalle sind mit Figuren, öfters jedoch mit ornamentalen Motiven geschmückt.

## Umgebung
Nicht weit entfernt befinden sich ein Ganesha-Tempel mit konvex gewölbter Shikhara und die Überreste zweier Stufenbrunnen (Vikia Vav und Jeta Vav). Auch die frühmittelalterlichen Sonkansari-Tempel sind nur etwa 1,5 km entfernt.